# Pratt & Whitney PT6T
Pratt & Whitney Canada PT6T Twin-Pac je turbo-osni motor zasnovan za helikopterje. Izdeluje ga Pratt & Whitney Canada, primarno pa je bil zasnovan za helikopterja Bell 212 in UH-1N Twin Huey. Sestavljen je iz dveh pogonskih turbin PT6A, ki poganjata reduktor. Ameriška vojska uporablja oznako T400.

## Različice
Obstaja več različic tega motorja: PT6T-3, PT6T-3A, PT6T-3B, PT6T-3BE, PT6T-3BF, PT6T-3BG, PT6T-3D,PT6T-3DE, PT6T-3DF, PT6T-6, PT6T-6B in PT6T-9.                                                                                     
```
                                  T400-C-400, T400-CP-401, T400-WV-402 Pa so vojaške oznake motorja.
```

## Splošne značilnosti
Dolžina: 1.660 mm
Širina: 1.130 mm
Višina: 800 mm
Teža: 280 kg.

## Komponente
Kompresor: 3-stopenjski aksialni in enostopenjski centrifugalni
Turbina: Enostopenjska plinska turbina + enostopenjska turbina brez moči
Gorivo: Uporablja se kerozin , oznake: JET-A1, JP-4 ali JP-5
Oljni sistem: Razpršilec tlaka pri 80 psi (5,5 bara) z povratnim tokom.